# E8型柴油机车
E8型柴油机车是美国通用汽车电气动力分部（GM-EMD）于1940年代末推出的一款干线客运柴油机车，也是E7型柴油机车的后继车型。1949年8月至1954年1月之间，通用汽车电气动力分部共生产了496台E8型柴油机车，包括450台设有司机室的A节机车、46台没有司机室的B节机车，主要用户包括賓夕法尼亞鐵路、紐約中央鐵路、伯靈頓鐵路、联合太平洋铁路、芝加哥和西北鐵路、里乞蒙、弗雷德里克斯堡及波多马克铁路等铁路公司。此外，加拿大太平洋鐵路也购置了三台该型机车。
E8型柴油机车仍然沿用了E7型柴油机车的“斗牛犬”式车头，采用流线型外观的整体承载结构棚式车体，机车走行部为两台布贝格式三轴转向架。每节机车装用两台12气缸、1125马力的12-567B型二冲程柴油机。传动系统采用直—直流电传动，每台柴油机各自驱动一台D15A型直流发电机，发出的直流电供给同一转向架上的两台D27B型直流牵引电动机。值得注意的是，部分铁路公司的E8型柴油机车是利用原有的E1型、E2型、E3型或E7型柴油机车改造而成。